# Krombach (Eichsfeld)

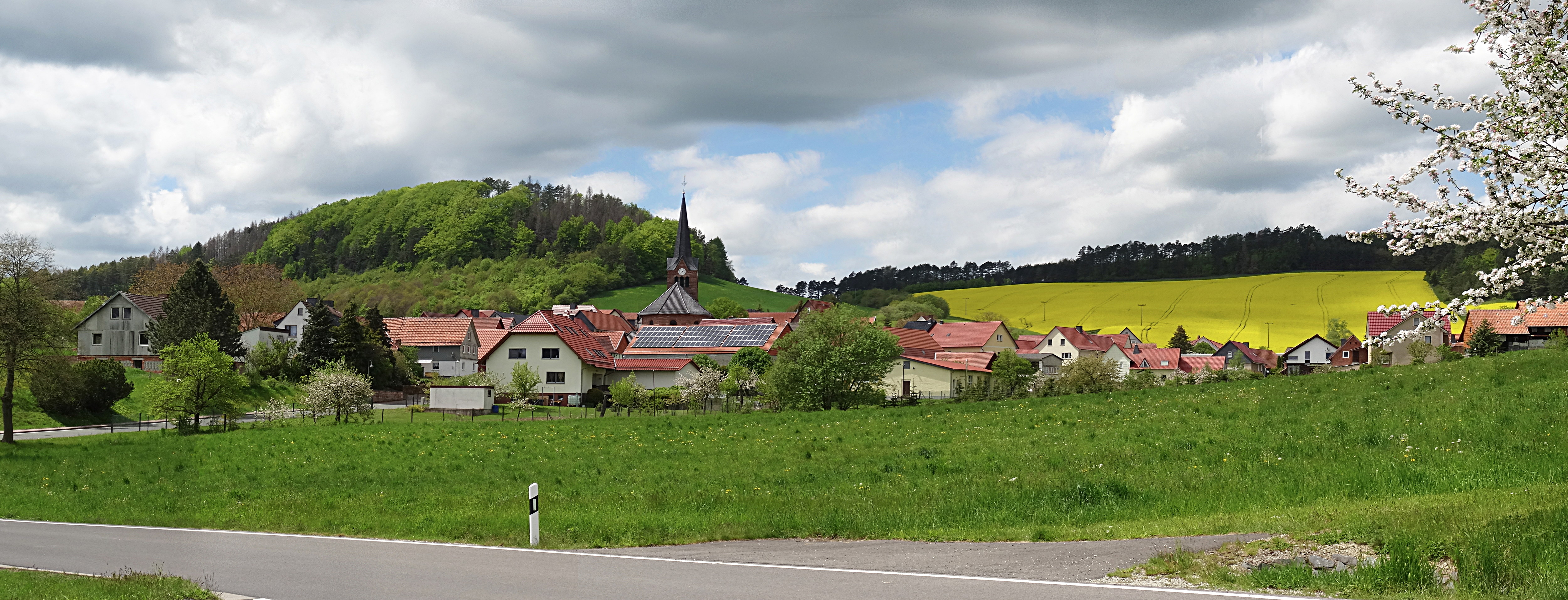
Ortsansicht von Krombach mit dem Hühneberg

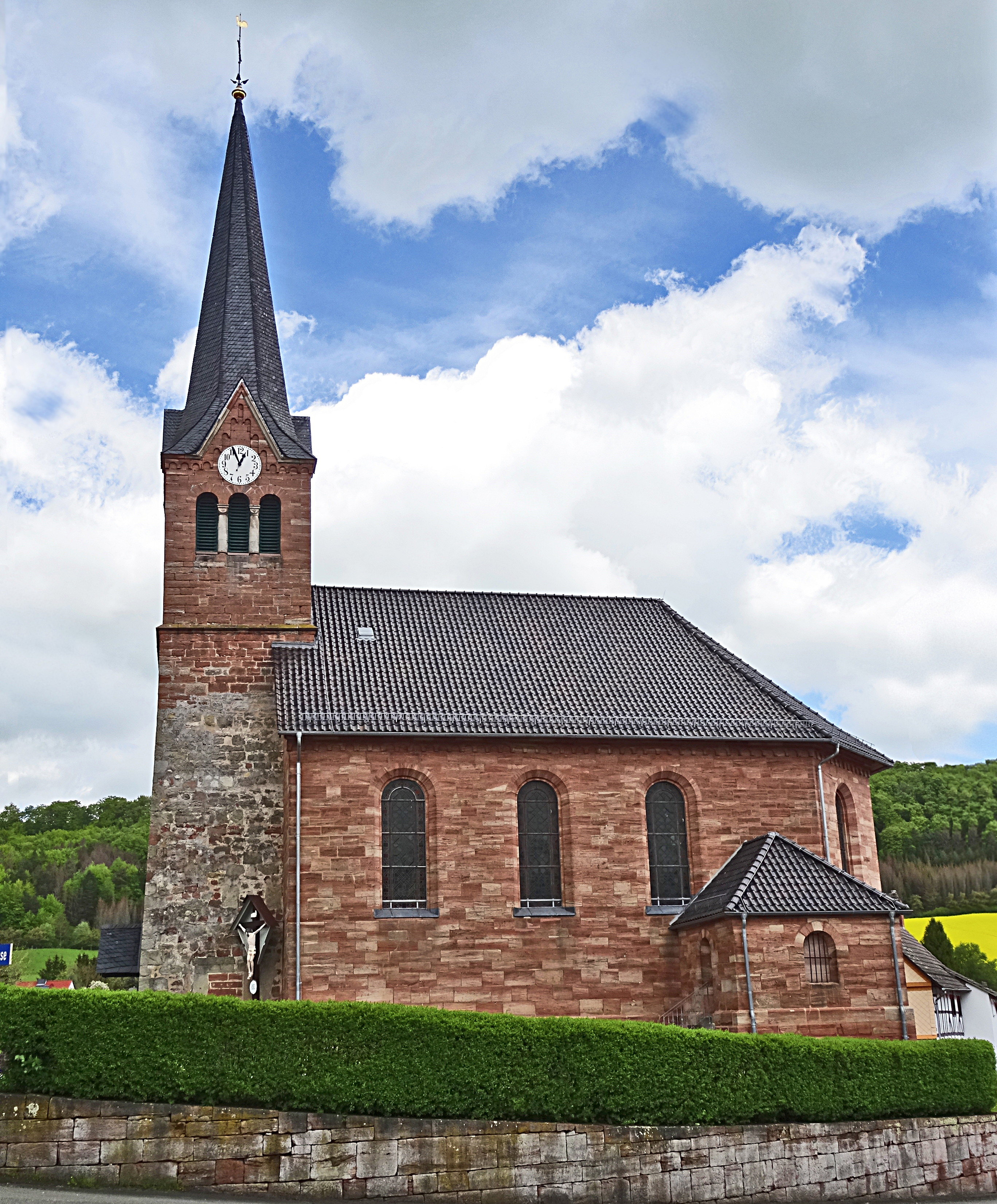
Die Kirche St. Bartholomäus

Krombach ist eine Gemeinde im thüringischen Landkreis Eichsfeld. Sie gehört zur Verwaltungsgemeinschaft Ershausen/Geismar.

## Lage
Krombach liegt etwa neun Kilometer südlich von der Kreisstadt Heilbad Heiligenstadt im Südeichsfeld am Fuße der Obereichsfelder Höhe. Eingerahmt wird die Ortslage vom Höheberg (521 m) im Nordwesten, dem Hopfgarten (480 m) im Nordosten und dem Hühneberg (452 m) im Südwesten. Im Ort entspringt der Krombach, der nach Süden fließend in Ershausen in die Rosoppe mündet. Verkehrsmäßig ist Krombach über die Landesstraße L 2026 mit den umliegenden Ortschaften Bernterode und Rüstungen verbunden.

## Geschichte
Krombach wurde im Jahr 1318 erstmals urkundlich erwähnt. Es gehörte zu den Dörfern des Amtes Bischofstein, die um 1400 in Kurmainzer Besitz übergingen. Um 1450 wird der erste Kirchenbau in Krombach erwähnt. Der Ort gehörte bis zur Säkularisation zu Kurmainz, von 1802 bis 1945 war er Teil der preußischen Provinz Sachsen. 1945 bis 1949 kam der Ort zur sowjetischen Besatzungszone und war ab 1949 Teil der DDR. Von 1961 bis zur Wende und Wiedervereinigung 1989/1990 wurde Krombach von der Sperrung der nahen innerdeutschen Grenze beeinträchtigt. Seit 1990 gehört der Ort zu Thüringen.
Von 1914 bis 1947 war Krombach an die Bahnstrecke Heiligenstadt–Schwebda mit einem eigenen Bahnhof angeschlossen.

### Einwohnerentwicklung
Entwicklung der Einwohnerzahl (Stand jeweils 31. Dezember):
| - 1994: 215 - 1995: 222 - 1996: 219 - 1997: 222 - 1998: 223 - 1999: 225 | - 2000: 227 - 2001: 225 - 2002: 217 - 2003: 228 - 2004: 218 - 2005: 214 | - 2006: 210 - 2007: 202 - 2008: 202 - 2009: 205 - 2010: 206 - 2011: 192 | - 2012: 188 - 2013: 188 - 2014: 189 - 2015: 179 - 2016: 172 - 2017: 169 | - 2018: 162 - 2019: 163 - 2020: 165 - 2021: 168 - 2022: 167 |

Datenquelle: Thüringer Landesamt für Statistik

## Politik

### Gemeinderat
Der Gemeinderat Krombach setzt sich aus 6 Personen zusammen. Sämtliche 6 Sitze wurden bei den Kommunalwahlen in Thüringen 2019 von der Wählergemeinschaft Freiwillige Feuerwehr (FFw) gewonnen. Dieses Ergebnis entsprach dem Ergebnis der vorangegangenen Kommunalwahlen in den Jahren 2014 und 2009.

### Bürgermeister
Der ehrenamtliche Bürgermeister Guido König wurde am 12. November 2006 gewählt. Am 6. Januar 2013 erfolgte seine Wiederwahl mit 93,6 % der abgegebenen Stimmen. Nach dem Unfalltod Guido Königs im Juni 2022 ist Markus Kitsche sein Nachfolger im Amt.

## Wirtschaft und Infrastruktur

### Wasser und Abwasser
Die Trinkwasserver- und Abwasserentsorgung wurde auf den Zweckverband Wasserversorgung und Abwasserentsorgung Obereichsfeld übertragen.

### Tourismus und Sehenswürdigkeiten
- römisch-katholische Kirche St. Bartholomäus von 1873
- Lourdesgrotte
- verschiedene Wanderwege, unter anderem zu den Dieteröder Klippen